# Rhodostemonodaphne sordida
Rhodostemonodaphne sordida är en lagerväxtart som beskrevs av Madriñán. Rhodostemonodaphne sordida ingår i släktet Rhodostemonodaphne och familjen lagerväxter. Inga underarter finns listade i Catalogue of Life.